# Кузьминчик
Кузьми́нчик — село в Україні, у Закупненській селищній громаді Кам'янець-Подільського району Хмельницької області.

## Географія
Подільське село Кузьминчик розташоване за 66 кілометрів автошляхами від міста Кам'янець-Подільський. Біля села річка Муха впадає у Збруч.

### Клімат
Кузьминчик знаходяться в межах вологого континентального клімату із теплим літом.

## Історія
Перша згадка про село кінець XVI століття.
Церква святого Михаїла відома з 1717 року.
Внаслідок поразки Визвольних змагань на початку XX століття, село надовго окуповане російсько-більшовицькими загарбниками.
Радянська окупація принесла колективізацію та розкуркулення, мешканці села зазнали репресій. В багатьох частинах Поділля відбувались масові селянські повстання проти радянської влади.
В 1932–1933 роках селяни села пережили Голодомор.
З 1991 року в складі незалежної України.
12 червня 2020 року шляхом об'єднання сільських рад, село увійшло до складу Закупненської селищної громади.
17 липня 2020 року, в результаті адміністративно-територіальної реформи та ліквідації Чемеровецького району, село увійшло до складу Кам'янець-Подільського району.

## Населення
Населення становить 219 осіб станом на 2001 рік.

### Мова
У селі поширені західноподільська говірка та південноподільська говірка, що відносяться до подільського говору, який належить до південно-західного наріччя.
100 % населення вказало своєю рідною мовою українську мову.

## Природоохоронні території
Село лежить у межах національного природного парку «Подільські Товтри».

## Релігія
Є церква святих верховних апостолів Петра і Павла, належить до Гусятинського деканату Бучацької єпархії УГКЦ. Парох — о. Петро Гудима (від 2013)

## Відомі люди

### Народилися
- Волошин Ігор Олексійович (1969—2015) — солдат Збройних сил України, учасник російсько-української війни.
- Іван Шумада (нар. 1920) — український ортопед-травматолог, доктор медичних наук, завідувач відділу Українського науково-дослідного інституту травматології та ортопедії.